# Syntormon pseudospicatus
Syntormon pseudospicatus är en tvåvingeart som beskrevs av Gabriel Strobl 1899. Syntormon pseudospicatus ingår i släktet Syntormon och familjen styltflugor. Inga underarter finns listade i Catalogue of Life.